# Walther P38
La Walther P38 es una pistola semiautomática calibre 9 mm que fue desarrollada por Walther como la pistola estándar de la Wehrmacht a inicios de la Segunda Guerra Mundial. La intención era reemplazar a la costosa Luger P08, cuyo cese de producción había sido programado para 1942.

## Historia y desarrollo
Walther P38 fue desarrollada como una pistola militar para el Ejército alemán durante la década de 1930. Apareció por primera vez en 1938 bajo el nombre de Walther AP (Armee Pistole, en alemán pistola del ejército). Los primeros diseños suministrados al Ejército alemán para ser probados tenían una recámara acerrojada y un martillo oculto, pero este solicitó que fueran rediseñados con un martillo externo.
Más tarde se crearon varias versiones experimentales para los cartuchos .45 ACP y .38 Super, pero estas nunca se produjeron en serie. Además de la versión calibre 9 mm, también se fabricaron y vendieron algunas versiones que empleaban los cartuchos 7,65 x 21 Parabellum y .22 Long Rifle.
La idea de la P38 fue aceptada por las fuerzas armadas en 1938, pero la producción de prototipos apenas comenzó a fines de 1939. Walther inició la producción en su fábrica de Zella-Mehlis y produjo tres series de pistolas de prueba, identificadas por un "0" como prefijo a sus números de serie. Las pistolas de la tercera serie resolvieron los problemas previos encontrados por el Ejército y la producción en serie comenzó a mediados de 1940, empleando el código "480" para identificar la producción militar de Walther. Después de unos cuantos miles de pistolas, el Ejército cambió todos los códigos de cifras a códigos de letras y la Walther recibió el código "ac".[cita requerida] Toda la producción tuvo lugar en la fábrica Walther hasta fines de 1942, cuando empezó una producción adicional en la fábrica Mauser de Oberndorf (código "byf" hasta inicios de 1945, luego "svw") y después en la fábrica Spreewerk de Hradek y Nisou, Checoslovaquia ("cyq"). La producción continuó hasta el fin de la guerra e incluso en la posguerra. Las primeras pistolas Walther, hasta fines de 1941, eran fabricadas casi según los estándares comerciales de ensamblaje y pulido. Toda vez que la guerra obligaba a una elevada producción, el acabado externo fue deteriorándose pero las piezas internas de la P38 continuaron manteniendo su calidad durante la guerra, especialmente aquellas fabricadas por Mauser.
Tres empresas fabricaron piezas para la producción de la P38:
- Fabrique Nationale (FN): correderas, armazones y cerrojos (marcados con "M" o "M1")
- Ceska Zbrojovka (CZ, Böhmische Waffenfabrik): cañones (marcados con "fnh")
- Erste Nordböhmische Metallwarenfabrik: cargadores (marcados con "jvd")

Después de la guerra, la mayor parte de la maquinaria de Walther terminó en Francia como reparaciones de guerra y muchas de las pistolas P38 de la posguerra realmente fueron construidas en Francia, por la factoría Manurhin desde mayo o junio de 1945 hasta 1946. Estas pistolas pueden identificarse gracias a la presencia de una estrella de 5 puntas estampada en la corredera. La producción total alemana se estimó en un poco más de 1.000.000 pistolas Walther P38. La producción de la P38 fue retomada en la nueva fábrica de la Walther en Ulm, Alemania Occidental, bajo el nombre de Pistole 1 (P1) en 1958 para la Policía de Alemania Federal y el Bundeswehr. Continuó siendo producida por la Walther, en diversos modelos revisados, hasta comienzos de la década de 1990.

## Diseño
Desde el punto de vista de ingeniería, la P38 fue una pistola semiautomática cuyo diseño introdujo varias características técnicas y tácticas que se encuentran en otras pistolas semiautomáticas modernas, tales como la Beretta 92 y su variante M9, adoptada por las Fuerzas Armadas de los Estados Unidos. 
La P38 fue la primera pistola con recámara acerrojada que empleó un gatillo de doble acción. La anterior pistola de doble acción Walther PPK era accionada por retroceso, pero el cartucho 9 x 19 Parabellum empleado por la P38 era más potente y obligaba a emplear una recámara acerrojada. El tirador podía introducir un cartucho en la recámara, usar la palanca de desamartillado para bajar el martillo sin disparar el cartucho y portar el arma cargada con el martillo abatido. Al presionar el gatillo estando la pistola con el martillo bajado, disparaba el primer cartucho y la acción de la pistola eyectaba la vaina e introducía un nuevo cartucho en la recámara, todas ellas siendo características que se encuentran en varias pistolas modernas. Además de un gatillo de doble acción similar en diseño al de las primeras pistolas Walther PPK, la P38 también incluye un indicador de cartucho en la recámara visible y al tacto, que es una varilla metálica que sobresale de la parte posterior de la corredera cuando hay un cartucho en la recámara.

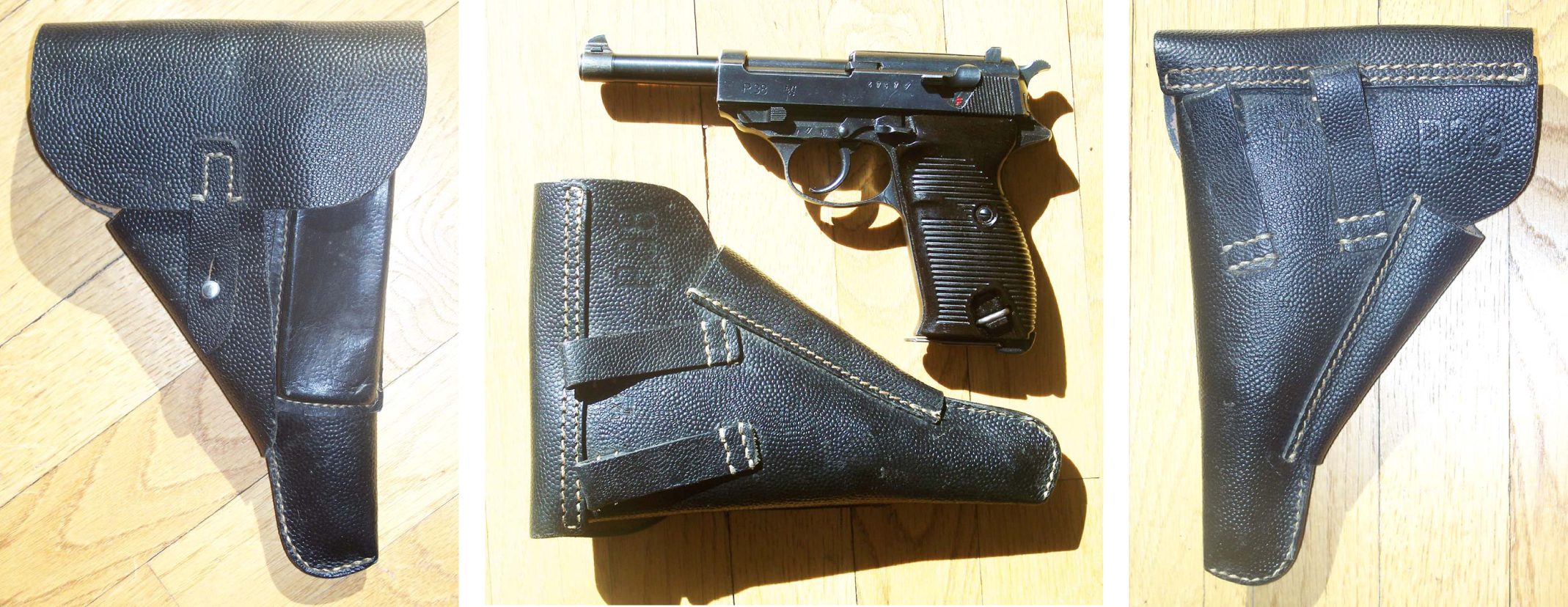
Una P38 fabricada por Mauser, código "byf 44", con su correspondiente funda de presstoff (sustituto del cuero) y cuero.

El mecanismo de cañón móvil funciona mediante un bloque fijador en forma de cuña situado bajo la recámara. Al disparar la pistola, tanto el cañón como la corredera retroceden un corto trecho y es entonces cuando el bloque fijador va hacia abajo, soltando la corredera y deteniendo el movimiento del cañón. Sin embargo, la corredera continúa moviéndose hacia atrás sobre el armazón, eyectando el casquillo y amartillando el martillo antes de finalizar su recorrido. Dos muelles recuperadores situados a ambos lados del armazón y debajo de la corredera, al ser comprimidos por el retroceso de esta, la impulsan hacia adelante y saca un nuevo cartucho del cargador, introduciéndolo en la recámara y acerrojándola, terminando su recorrido con un nuevo cartucho en la recámara, amartillada y lista para repetir el proceso. El diseño del bloque fijador ofrece una buena precisión, debido al recorrido rectilíneo del cañón y la corredera.
Las pistolas P38 de los primeros lotes estaban equipadas con cachas de nogal, pero éstas fueron reemplazadas más tarde por cachas de baquelita.

## Variantes

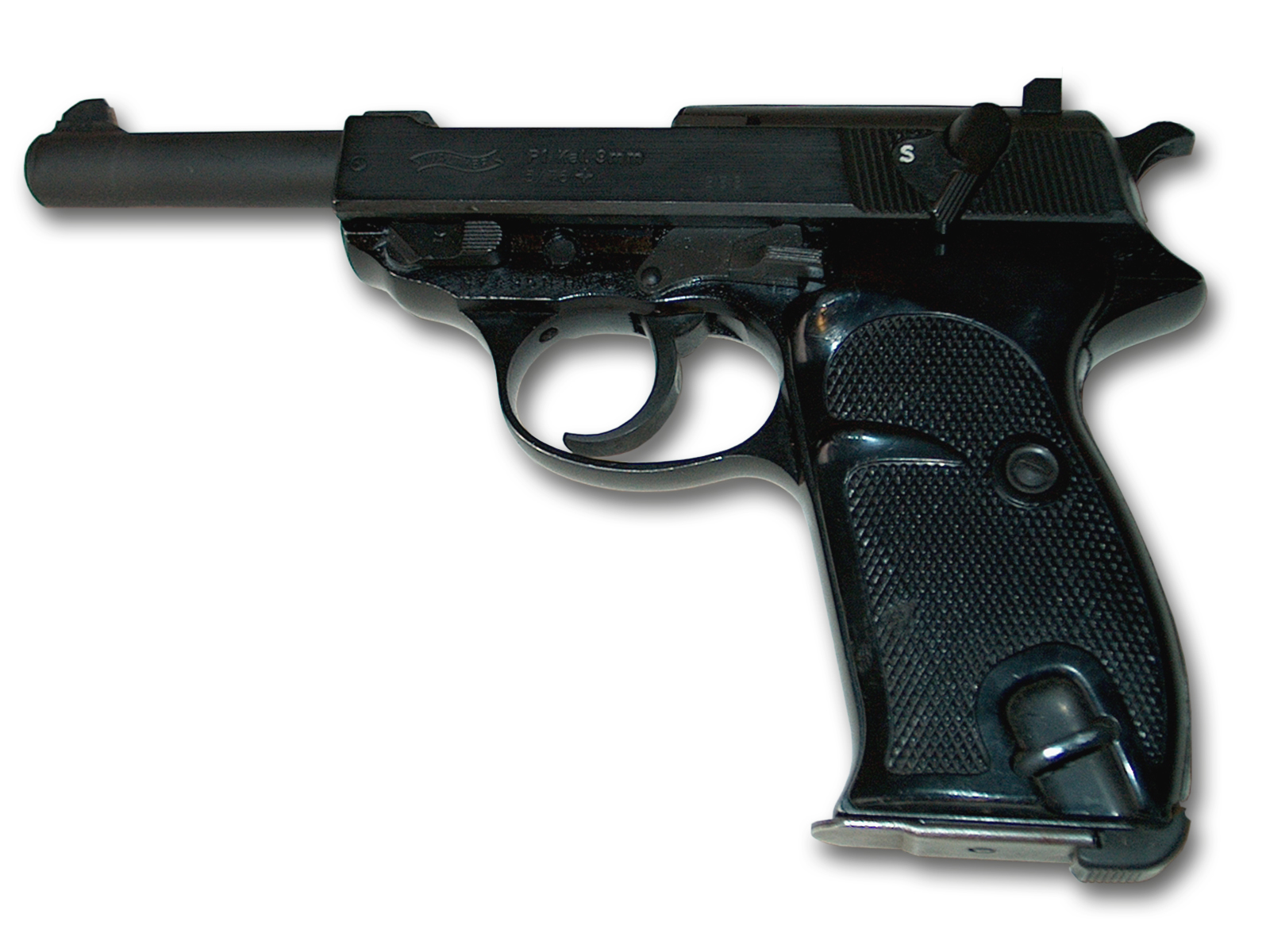
La Walther P1 empleada por el Bundeswehr.

La Walther P38 estuvo en producción desde 1939 hasta 1945. Desde 1945 hasta 1957, no se produjeron pistolas P38 para las Fuerzas Armadas alemanas. Con el paso del tiempo, Alemania Federal quiso reconstruir sus Fuerzas Armadas para poder defenderse por cuenta propia. La Walther preparó sus maquinarias para producir de nuevo pistolas P38, ya que no se habían producido armas militares en Alemania Federal desde el fin de la guerra, sabiendo que las Fuerzas Armadas volverían a solicitar armas que llevasen su marca. Cuando el Bundeswehr anunció que deseaba la Walther P38 como su pistola oficial, la casa Walther rápidamente reanudó la producción de la P38 en apenas 2 años, usando como modelos pistolas empleadas en la guerra pero con nuevos esquemas técnicos y nuevas maquinarias. Las primeras P38 nuevas fueron suministradas a las Fuerzas Armadas de Alemania Federal en junio de 1957, apenas 17 años y dos meses después que la pistola haya sido empleada en combate en la Segunda Guerra Mundial, y desde 1957 a 1963 la P38 nuevamente fue el arma auxiliar estándar.
A fines de 1963, las Fuerzas Armadas alemanas adoptaron el modelo militar de posguerra P1, identificable por el "P1" estampado en la corredera. Las pistolas de posguerra, tanto las marcadas con P38 o P1, tienen un armazón de aleación de aluminio en vez del armazón de acero del modelo original. El armazón de aleación de aluminio fue posteriormente reforzado con un tornillo hexagonal delante del guardamonte.
Durante la década de 1990, las Fuerzas Armadas alemanas empezaron a reemplazar la P1 con la P8, para finalmente retirarla de servicio en 2004. 
Una versión ligeramente modificada de la P38, llamada P1, fue adoptada por el Bundeswehr en 1957 y estuvo en servicio hasta comienzos de la década de 1990. La P1 tenía un armazón hecho con una aleación de aluminio en lugar de acero, para reducir su peso. También hubo una versión con cañón 25 mm más corto y sistema de seguridad modificado de la P1, llamada P4.
Una versión mejorada de la P38, la Walther P4, fue desarrollada a fines de los años 70 y adoptada por las fuerzas policiales de Renania-Palatinado y Baden-Wurtemberg. Esta tenía un cañón 25 mm más corto y el sistema de seguridad modificado de la P1.

## Usuarios
- Afganistán: La Policía Nacional de Afganistán recibió 10,000 Walther P1 después de la caída del régimen talibán.[8]
- Alemania
  -  Alemania nazi[9]
  -  Alemania Federal: Walther P1.[10][9]
  -  Alemania Oriental: Empleada principalmente por la Policía y unidades paramilitares.[11]
- Argelia[12]
- Argentina (solo para pruebas)[13]
- Austria[10]
- Chad: Walther P1.[10]
- Chile: Ejército de Chile.[9]
- Croacia[14]
- Finlandia: Fuerzas de paz de las Naciones Unidas finlandesas, Walther P1.[15]
- Francia: Reemplazada a mediados de la década de 1950.[1]
- Hungría[14]
- Irak: El Kurdistán irakí recibió 8.000 Walther P1 en 2014.[16]
- Italia[14]
- Japón[14]
- Kazajistán: Hasta 2007 era empleada como armamento estándar por empresas de vigilancia.[17]
- Líbano[10]
- Macedonia del Norte: Walther P1.[10]
- Mozambique[10]
- Noruega: Fuerzas Armadas de Noruega.[18] Fue reemplazada por la P80 en 1985.[19]
- Pakistán[10]
- Portugal: Ejército Portugués.[9] Fue reemplazada por la Glock 17 en 2019.[20]
- Sudáfrica: Arma estándar de la Policía sudafricana.[21]
- Suecia: Walther HP.[22]
- Uruguay, usada en el Ejército Nacional hasta la fecha.[23]
- Vietnam del Norte[3]

### Entidades no estatales
- Partisanos yugoslavos[24]

## Curiosidades
- En la serie animada "Transformers", Megatron (líder de los Decepticons) se transforma en una pistola-carabina de este modelo.
- Arsène Lupin III, personaje principal del manga/anime Lupin III, emplea esta pistola como su arma personal y preferida.
- En la Segunda Guerra Mundial, los soldados aliados se quedaban con las Walther P38 que capturaban y las consideraban un arma de colección muy valiosa, ya que pocos soldados alemanes las empleaban. Los cabos raramente las portaban, pero sí los sargentos y otros oficiales superiores.[cita requerida]
- En la película "Harry el Sucio" (Don Siegel, 1971) el villano, "Scorpio" (Andrew Robinson) usa una P38, al menos en la escena final, cuando secuestra un autobús escolar. Puede verse claramente en el momento en el que Scorpio es desarmado al alcanzarle un disparo en el brazo, cuando Harry le desafía a que recupere la pistola, que es enfocada en primer plano.
- En unas cinemáticas del modo multijugador de "Conker's Bad Fur Day", los "osos de peluche" usan una pistola casi idéntica a la Walther P38. También es la pistola que usa el agente 007 en skyfall